# 陆光祖 (羽毛球运动员)
陆光祖（1996年10月19日—），江苏徐州人，中国大陆男子羽毛球运动员。

## 簡歷
2001年，陆光祖进入徐州市体育中心羽毛球队参加业余训练，及至12岁時入选江苏省羽毛球队，曾获得2014年全国羽毛球锦标赛男子单打第五名。2015年1月5日，中国国家体育总局竞体司拟授予他 “运动健将”的称号。
2016年，陆光祖入选中国国家羽毛球队二队；及至2017年7月进入一队。
2018年5月，陆光祖出戰澳洲羽毛球公開賽，在男子單打決賽中以2比0（21-8、23-21）擊敗隊友周泽奇，贏得個人首個成人賽事冠軍。

## 主要比賽成績
只列出曾進入準決賽的國際賽事成績：
| 年份   | 賽事                     | 公開賽級別 | 項目     | 成績   |
| ------ | ------------------------ | ---------- | -------- | ------ |
| 2018年 | 亞洲羽毛球團體錦標賽     | 其他       | 男子團體 | 亞軍   |
| 2018年 | 中國陵水羽毛球大師賽     | 超級100賽  | 男子單打 | 亞軍   |
| 2018年 | 澳洲羽毛球公開賽         | 超級300賽  | 男子單打 | 冠軍   |
| 2018年 | 加拿大羽毛球公開賽       | 超級100賽  | 男子單打 | 冠軍   |
| 2018年 | 西德·莫迪羽毛球國際賽    | 超級300賽  | 男子單打 | 亞軍   |
| 2019年 | 泰國羽毛球大師賽         | 超級300賽  | 男子單打 | 準決賽 |
| 2019年 | 亞洲羽毛球混合團體錦標賽 | 其他       | 混合團體 | 冠軍   |
| 2019年 | 韓國羽毛球大師賽         | 超級300賽  | 男子單打 | 準決賽 |
| 2021年 | 蘇迪曼盃                 | 其他       | 混合團體 | 冠軍   |
| 2021年 | 湯姆斯杯                 | 其他       | 男子團體 | 亞軍   |
| 2022年 | 馬來西亞羽毛球大師賽     | 超級500賽  | 男子單打 | 準決賽 |
| 2022年 | 澳洲羽球公開賽           | 超級300賽  | 男子單打 | 亞軍   |
| 2023年 | 亞洲羽毛球錦標賽         | 其他       | 男子單打 | 季軍   |
| 2023年 | 蘇迪曼盃                 | 其他       | 混合團體 | 冠軍   |
| 2023年 | 中國羽毛球公開賽         | 超級1000賽 | 男子單打 | 亞軍   |
| 2023年 | 亞洲運動會羽毛球比賽     | 其他       | 男子團體 | 金牌   |
| 2024年 | 亞洲羽毛球團體錦標賽     | 其他       | 男子團體 | 冠軍   |
| 2024年 | 汤姆斯盃                 | 其他       | 男子團體 | 冠軍   |
| 2024年 | 馬來西亞羽毛球大師賽     | 超級500賽  | 男子單打 | 準決賽 |
| 2024年 | 韓國羽毛球公開賽         | 超級500賽  | 男子單打 | 冠軍   |
| 2025年 | 亞洲羽毛球錦標賽         | 其他       | 男子單打 | 亞軍   |
| 2025年 | 泰國羽毛球公開賽         | 超級500賽  | 男子單打 | 準決賽 |
| 2025年 | 新加坡羽毛球公開賽       | 超級750賽  | 男子單打 | 亞軍   |

| 2018-2026年 | 總決賽 | 超級1000賽 | 超級750賽 | 超級500賽 | 超級300賽 | 超級100賽 | 國際挑戰賽 | 國際系列賽 | 未來系列賽 | 其他 |

### 奧運會和世錦賽參賽紀錄
|          | 2019 | 2020 | 2021 | 2022 | 2023 |
| -------- | ---- | ---- | ---- | ---- | ---- |
| 男子單打 | 32強 | －   | 16強 | 32強 | 32強 |

### 世界冠軍頭銜
陆光祖在羽毛球生涯中共奪得3項羽毛球世界冠軍頭銜。
| 賽事     | 奪冠次數 | 年份                      |
| -------- | -------- | ------------------------- |
| 蘇迪曼盃 | 2        | 2021年 2023年（混合團體） |
| 湯姆斯盃 | 1        | 2024年（男子團體）        |
| 總計     | 3        |                           |